# Callum Keith Rennie
Callum Keith Rennie (Sunderland, 14 settembre 1960) è un attore britannico naturalizzato canadese.

## Biografia
Callum Keith Rennie nasce a Sunderland, una città industriale del nord-est dell'Inghilterra, da genitori scozzesi. Quando aveva quattro anni, i suoi genitori si trasferirono in Canada, dove crebbe nell'ambito della classe media di Edmonton, Alberta, secondo di tre fratelli. Si è diplomato alla Strathcona Composite High School, dove conobbe e divenne amico dell'attore Bruce McCulloch. Dopo aver abbandonato il college iniziò ad accettare una serie di lavori occasionali, che in certi momenti lo costringevano a soggiornare tra Toronto e Vancouver, dove infine si trasferì.
Durante la sua gioventù Rennie ebbe un serio problema di alcolismo, che riuscì però definitivamente a sconfiggere all'età di 33 anni, riuscendo così ad impegnarsi nella recitazione. È un appassionato di pittura ed ammira i pittori dell'espressionismo astratto come Jean-Michel Basquiat, Robert Motherwell e Jackson Pollock. Alpinista dilettante durante la sua gioventù, l'attore pratica ancora molti sport, tra cui l'hockey su ghiaccio e il golf.
È conosciuto principalmente per i suoi ruoli televisivi, tra cui i più importanti sono quello di Stanley Raymond Kowalski in Due South - Due poliziotti a Chicago, il cylone Leoben Conoy in Battlestar Galactica, Lew Ashby in Californication e il killer John Wakefield in Harper's Island. Generalmente scelto per interpretare personaggi malvagi nelle sue apparizioni in film e serie televisive, la sua partecipazione a produzioni canadesi gli dà l'opportunità di mostrare una gamma più ampia delle sue capacità recitative, grazie alle quali ha vinto numerosi premi.

## Filmografia parziale

### Cinema
- Masterminds - La guerra dei geni (Masterminds), regia di Roger Christian (1997)
- EXistenZ, regia di David Cronenberg (1999)
- Memento, regia di Christopher Nolan (2000)
- Suspicious River, regia di Lynne Stopkewich (2000)
- The Butterfly Effect, regia di Eric Bress e J. Mackye Gruber (2004)
- Blade: Trinity, regia di David S. Goyer (2004)
- Nome in codice: Cleaner (Code Name: The Cleaner), regia di Les Mayfield (2007)
- Shattered - Gioco mortale (Butterfly on a Wheel), regia di Mike Barker (2007)
- Invisible (The Invisible), regia di David S. Goyer (2007)
- Seta (Silk), regia di François Girard (2007)
- X-Files - Voglio crederci (The X-Files: I Want to Believe), regia di Chris Carter (2008)
- Case 39, regia di Christian Alvart (2009)
- Django Gunless (Gunless), regia di William Phillips (2010)
- Lo straordinario viaggio di T.S. Spivet (The Young and Prodigious Spivet), regia di Jean-Pierre Jeunet (2013)
- Cinquanta sfumature di grigio (Fifty Shades of Grey), regia di Sam Taylor-Johnson (2015)
- Warcraft - L'inizio (Warcraft), regia di Duncan Jones (2016)
- Goon: Last of the Enforcers, regia di Jay Baruchel (2017)
- Saw: Legacy (Jigsaw), regia di Michael e Peter Spierig (2017)

### Televisione
- Highlander - serie TV, 2 episodi (1993-1995)
- X-Files (The X-Files) – serie TV, episodi 1x15-2x15 (1994-1995)
- Due South - Due poliziotti a Chicago (Due South) – serie TV, 26 episodi (1997-1999)
- Da Vinci's Inquest – serie TV, 7 episodi (1999-2001)
- Trapped - Inferno di cristallo (Trapped), regia di Deran Sarafian – film TV (2001)
- Supernatural – serie TV, episodio 1x02 (2005)
- Smallville - serie TV, 1 episodio (2006)
- Ritorno al mondo di Oz (Tin Man), regia di Nick Willing – miniserie TV (2007)
- Bionic Woman – serie TV, episodio 1x06 (2007)
- Harper's Island – serie TV, 4 episodi (2009)
- Battlestar Galactica – serie TV, 20 episodi (2004-2009)
- FlashForward – serie TV, episodi 1x07-1x19 (2009-2010)
- 24 – serie TV, episodi 8x05-8x06-8x07 (2010)
- Shattered – serie TV, 13 episodi (2010-2011)
- Rookie Blue - serie TV, episodi 2x11-2x12-2x13 (2011)
- Alphas – serie TV, episodi 1x01-1x03 (2011)
- The Killing – serie TV, 7 episodi (2011-2012)
- Il socio (The Firm) – serie TV, 22 episodi (2012)
- Californication – serie TV, 14 episodi (2008-2013)
- Motive – serie TV, episodio 2x07 (2014)
- Legends of Tomorrow - serie TV, episodio 1x8 (2016)
- L'uomo nell'alto castello (The Man in the High Castle) - serie TV, 10 episodi (2016)
- Jessica Jones - serie TV, 7 episodi (2018)
- The Umbrella Academy - serie TV, 8 episodi (2022)

## Doppiatori italiani
Nelle versioni in italiano delle opere in cui ha recitato, Callum Keith Rennie è stato doppiato da:
- Pasquale Anselmo in eXistenZ, Battlestar Galactica, Californication, Case 39, Cinquanta sfumature di grigio
- Gerolamo Alchieri in X-Files (ep. 2x15), Warcraft - L'inizio
- Vittorio Guerrieri in X-Files (ep. 1x15)
- Luca Sandri in Due South - Due poliziotti a Chicago
- Saverio Indrio in Memento
- Roberto Chevalier in Blade: Trinity
- Loris Loddi in Nome in codice: Cleaner
- Angelo Maggi in Invisible
- Massimo Rossi in Harper's Island
- Saverio Moriones in FlashForward
- Massimo Lodolo in 24
- Andrea Ward in Shattered
- Pierluigi Astore in The Killing
- Mario Cordova in Motive
- Roberto Draghetti in Legends of Tomorrow
- Christian Iansante ne Il socio
- Alessandro D'Errico ne Lo straordinario viaggio di T.S. Spivet
- Fabrizio Pucci in Ride
- Francesco Prando in Saw: Legacy
- Antonio Sanna in Longmire
- Dario Oppido in Goon - Last of the Enforcers
- Mauro Gravina in Jessica Jones
- Davide Marzi ne L'uomo nell'alto castello
- Luca Dal Fabbro in The Umbrella Academy